# Speocera vacaatolada
Espèce
Speocera vacaatolada est une espèce d'araignées aranéomorphes de la famille des Ochyroceratidae.

## Distribution
Cette espèce est endémique du Minas Gerais au Brésil,. Elle se rencontre à Mariana, Ouro Preto, Piumhi, Itacarambi, Barão de Cocais, Brumadinho, Caeté, Matozinhos, Nova Lima, Pedro Leopoldo, Prudente de Morais, São Gonçalo do Rio Abaixo, Itabirito et Araponga dans des grottes.

## Description
Le mâle holotype mesure 1,1 mm et la femelle paratype 0,9 mm, les femelles mesurent de 0,7 à 1,0 mm.

## Systématique et taxinomie
Cette espèce a été décrite par Brescovit, Zampaulo, Pedroso et Cizauskas en 2023.

## Publication originale
- Brescovit, Zampaulo, Pedroso & Cizauskas, 2023 : « Three new species of the genus Speocera (Araneae: Ochyroceratidae) from caves of the state of Minas Gerais, Brazil. » Annales de la Société Entomologique de France, N.S., vol. 59, no 6, p. 428-448.